# 256
Évszázadok: 2. század – 3. század – 4. század
Évtizedek: 200-as évek – 210-es évek – 220-as évek – 230-as évek – 240-es évek – 250-es évek – 260-as évek – 270-es évek – 280-as évek – 290-es évek – 300-as évek
Évek: 251 – 252 – 253 – 254 –  255 – 256 – 257 – 258 – 259 – 260 – 261

## Események

### Római Birodalom
- Lucius Valerius Claudius Acilius Priscillianus Maximust és Marcus Acilius Glabriót választják consulnak.
- Gallienus társcsászár fiát, II. Valerianust caesarrá (trónörökössé) nevezik ki.
- I. Sápur szászánida király Szíriában megostromolja és elpusztítja Dura-Európosz városát. Az ostrom során a vegyi fegyverek egyik első ismert alkalmazására kerül sor, amikor kén és szurok meggyújtott keverékével füstölik ki a falak alá ásott járatokból a római katonákat.
- A gótok ismét betörnek a Balkánra (ahol megjelennek Thessalonica falai alatt) és Kis-Ázsiába.
- Észak-Afrikában fellázadnak a berberek és római kolónusokat gyilkolnak.
- Carthagói Cyprianus 71 észak-afrikai püspök részvételével szinódust rendez Carthagóban, ahol érvénytelennek nyilvánítják az eretnekek által végzett keresztelést. Stephanus pápa élesen elítéli a döntést, a viszony a római és az észak-afrikai papság között elmérgesedik, közel kerül az egyházszakadáshoz.

## Halálozások
- Szun Csün, kínai politikus, Vu állam régense

## Fordítás
- Ez a szócikk részben vagy egészben  a(z)   256 című francia Wikipédia-szócikk ezen változatának fordításán alapul.  Az eredeti cikk szerkesztőit annak laptörténete sorolja fel. Ez a jelzés csupán a megfogalmazás eredetét és a szerzői jogokat jelzi, nem szolgál a cikkben szereplő információk forrásmegjelöléseként.